# Algernon Charles Stanley
Algernon Charles Stanley (ur. 16 września 1843 w Winnington, zm. 23 kwietnia 1928 w Rzymie) – angielski duchowny katolicki, biskup.

## Życiorys
W roku 1879 dokonał konwersji na katolicyzm i 18 grudnia 1880 otrzymał święcenia kapłańskie. 12 lutego 1903 papież Leon XIII mianował go biskupem pomocniczym Westminster i biskupem tytularnym Emmaus. 15 marca 1903 otrzymał święcenia biskupie. Konsekrował go kardynał Girolamo Maria Gotti, któremu asystowali arcybiskup Edmund Stonor i ówczesny arcybiskup Rafael Merry del Val.